# V2292 del Serpentari
V2292 del Serpentari (V2292 Ophiuchi) és un estel variable de magnitud aparent mitjana +6,64. Enquadrada a la constel·lació del Serpentari, s'hi localitza 1,10º al sud de 21 del Serpentari, pràcticament sobre l'equador celeste. S'hi troba a 55 anys llum de distància del sistema solar.
V2292 del Serpentari és una nana groga de tipus espectral G8V o G8.5V, que correspon a un estrella de la seqüència principal una mica més freda i menys lluminosa que el nostre Sol. La seva temperatura superficial és de 5.420 - 5.450 K i la seva lluminositat equival al 56% de la lluminositat solar. Té un radi de 0,85 radis solars i, amb una velocitat de rotació d'almenys 3,8 km/s, completa un gir sobre si mateixa cada 11,43 dies. També és menys massiva que el Sol, i la seva massa és 0,90 masses solars. Encara que en general la seva edat es xifra entorn dels 3.900 - 4.200 milions d'anys, atenent a la girocronologia —mètode que avalua l'edat en funció de la velocitat de rotació estel·lar—, podria tenir una edat notablement inferior de 587 ± 75 milions d'anys. Presenta activitat cromosfèrica i està catalogada com a estel variable BY Draconis, l'amplitud de la seva variació és de 0,04 magnituds.
V2292 del Serpentari té una metal·licitat molt semblant a la del Sol. L'abundància relativa de diversos elements avaluats —ferro, silici i calci, entre d'altres— és comparable a la solar i únicament el nivell de bari sembla ser una mica més alt que en el nostre estel ([Ba/H] = +0,19).